# Chiesa di Santa Margherita (Faido)
La chiesa di Santa Margherita è un edificio religioso tardobarocco che si trova a Campello, frazione di Faido (Canton Ticino).

## Storia
La chiesa fu costruita nel 1632 in stile tardobarocco, su due campate. Nel 1814 l'edificio fu radicalmente modificato e nel 1961 subì una trasformazione sostanziale degli interni. Nel 1965 furono aggiunte le vetrate, opera di fra' Roberto Pasotti. Nel 1995 l'edificio fu restaurato.